# Ariadne Schmidt
Ariadne Schmidt (1972) is een Nederlands historicus gespecialiseerd in sociaaleconomische en gendergeschiedenis. Ze is aan de Universiteit Leiden verbonden als bijzonder hoogleraar geschiedenis van de stadscultuur.

## Carrière
Schmidt promoveerde in 2001 aan de Universiteit van Amsterdam op het proefschrift "Overleven na de dood. Weduwen in Leiden in de Gouden Eeuw". Haar promotor was Henk van Nierop. Ze kreeg vervolgens een aanstelling bij het Internationaal Instituut voor Sociale Geschiedenis waar ze onderzoeksleider werd van het project "Women's work in the early modern Northern Netherlands, c. 1500-1815". In 2010 verkreeg ze een aanstelling aan de Universiteit Leiden.
Op 1 september 2018 werd Schmidt benoemd tot bijzonder hoogleraar voor de Geschiedenis van de Leidse Stadscultuur aan de Universiteit Leiden, een leerstoel die mogelijk wordt gemaakt door de Magdalena Moons Stichting. Sinds 2021 is Schmidt ook betrokken bij een onderzoeksproject om gedigitaliseerde gegevens en databases inzichtelijker te maken voor historici en studenten. Voor dit project werkte ze samen met onder meer hoogleraar Applied Data Analytics Wessel Kraaij.

## Geselecteerde bibliografie
- 2022: i.s.m. Roos van Oosten & Astrid Theerens, "To Be Led Astray? The Effects of the 1881 Liquor Act on the Leiden Alcohol Trade", Tijdschrift voor Sociale en Economische Geschiedenis = The Low Countries Journal of Social and Economic History 19(3): 5-36.
- 2020: Prosecuting women. A Comparative Perspective on Crime and Gender Before the Dutch Criminal Courts, c.1600-1810, Leiden: Brill.
- 2016: i.s.m. I. Devos & J. De Groot, "Unmarried and Unknown: Urban Men and Women in the Low Countries Since the Early Modern Period", Journal of Urban History 42(1): 3-20.
- 2014: Gelijk hebben, gelijk krijgen? Vrouwen en vertrouwen in het recht in Holland in de zeventiende en achttiende eeuw. In: M. van Groesen, J. Pollmann & H. Cools (red.) Het Gelijk van de Gouden Eeuw. Recht, onrecht en reputatie in de vroegmoderne Nederlanden. Hilversum: Verloren. 109-125.
- 2011: "Labour ideologies and women in the Northern Netherlands, c.1500-1800", International Review of Social History 56: 45-67.
- 2007: "Werken voor wezen. Vrouwen, mannen en de verdeling van werk in weeshuizen in de vroegmoderne tijd", TIJDSCHRIFT VOOR GESCHIEDENIS 120(2): 164-179
- 2001: Overleven na de dood. Weduwen in Leiden in de Gouden Eeuw. Amsterdam: Prometheus/ Bert Bakker.